# Peristichia bathyraphe
Peristichia bathyraphe is een slakkensoort uit de familie van de Pyramidellidae. De wetenschappelijke naam van de soort is voor het eerst geldig gepubliceerd in 1901 door G.B. Sowerby III.